# Liste der Kulturdenkmäler in Schmittweiler
In der Liste der Kulturdenkmäler in Schmittweiler sind alle Kulturdenkmäler der rheinland-pfälzischen Ortsgemeinde Schmittweiler aufgeführt. Grundlage ist die Denkmalliste des Landes Rheinland-Pfalz (Stand: 2. August 2023).

## Einzeldenkmäler
| Bezeichnung                      | Lage                               | Baujahr                           | Beschreibung                                                                               | Bild                           |
| -------------------------------- | ---------------------------------- | --------------------------------- | ------------------------------------------------------------------------------------------ | ------------------------------ |
| Wohnhaus                         | Am Borngarten 4 Lage               | 15. Jahrhundert                   | Fachwerkhaus, angeblich aus dem 15. Jahrhundert                                            | BW                             |
| Hofanlage                        | Bachstraße 1 Lage                  | erste Hälfte des 19. Jahrhunderts | Streckhof, erste Hälfte des 19. Jahrhunderts                                               | BW                             |
| Hofanlage                        | Bachstraße 2 Lage                  | Anfang des 19. Jahrhunderts       | Hofanlage; Einfirsthaus, teilweise Fachwerk, wohl vom Anfang des 19. Jahrhunderts          | BW                             |
| Evangelische Kirche              | Hauptstraße, auf dem Friedhof Lage | 1749                              | barocker Saalbau, bezeichnet 1749 und 1962 (erneuert)                                      | BW                             |
| Hofanlage                        | Hauptstraße 29 Lage                | 1816                              | Hofanlage; Wohnhaus bezeichnet 1816                                                        | BW                             |
| Katholische Kirche St. Hildegard | Hauptstraße 46 Lage                | 1930                              | gotisierender Sandsteinquaderbau, Heimatstil, 1930-1931, Architekt Albert Boßlet, Würzburg | weitere Bilder Fotos hochladen |